# Jorge Buxadé
Jorge Buxadé Villalba (Barcelona, 16 de junho de 1975 ) é um advogado do Estado espanhol, professor universitário e político. Em 2019 foi eleito eurodeputado no Parlamento Europeu pelo Vox, e em janeiro de 2024 foi eleito vogal do comité executivo nacional do Vox.
Durante a década de 1990, foi simpatizante do falangismo. Entre 2004 e 2014 foi filiado ao Partido Popular (PP). Em 2019, afirmou que não se arrependia de ter se filiado à Falange Española de las JONS, mas lamentava sua militância no PP.

## Biografia
Graduou-se em Direito pela Universidade Abad Oliva CEU em 1999 e em 2003 ingressou no Corpo de Advogados do Estado como o número um de sua promoção, sendo distinguido com a Cruz de San Raimundo de Peñafort. Tendo sido designado para o Tribunal Superior de Justiça da Catalunha.
Participou da candidatura da Falange Española de las JONS nas eleições para o Parlamento da Catalunha em 1995 como número sete da província de Tarragona. No ano seguinte, ele concorreu como número oito pela Falange Española Auténtica em Barcelona nas eleições gerais de 1996.
Foi o advogado encarregado de recorrer da realização da consulta sobre a independência da Catalunha em Arenys de Munt em 2009. Atualmente desempenha no partido vox o cargo de vice-presidente na liderança de Santiago Abascal.
É professor associado de Direito Administrativo na Universidade Internacional da Catalunha e na Universidade Abad Oliva CEU.
Foi presidente do Fórum da Família Catalã, secretário da Fundação Juan Boscán e um dos promotores da criação da Sociedade Civil Catalã.